# Granaty

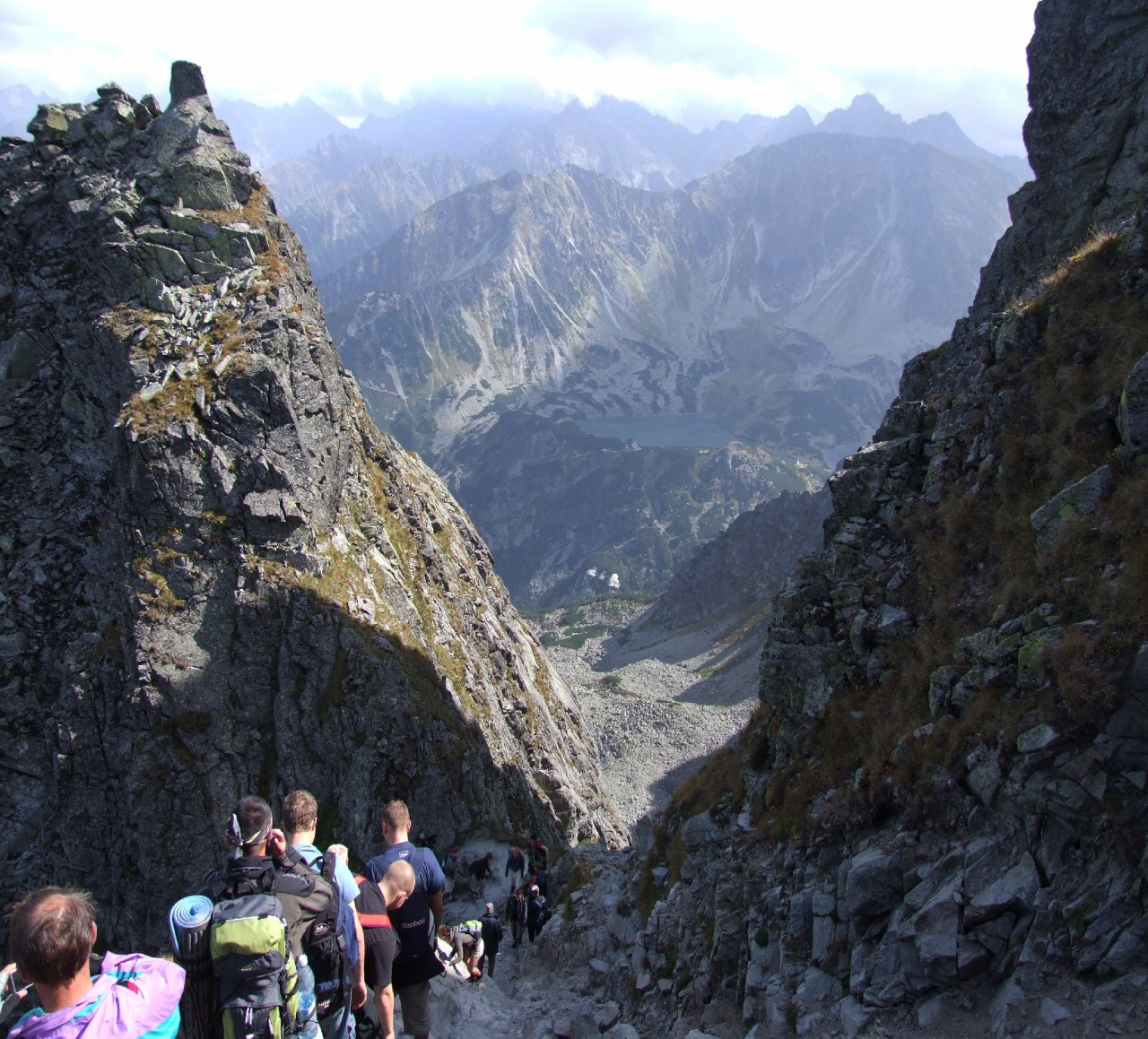
Im Gebirgspass Granacka Przełęcz

Die Granaty sind ein Bergmassiv in der polnischen Hohen Tatra in der Woiwodschaft Kleinpolen  mit einer Maximalhöhe von 2240 m n.p.m. im Skrajna Sieczkowa Turnia. Über den Kamm des Massivs verläuft die Grenze zwischen den Gemeinden Bukowina Tatrzańska (Ortsteil Brzegi) im Osten und Zakopane im Westen. Die Nordhänge des Skrajny Granat gehören bereits zur Gemeinde Poronin (Ortsteil Murzasichle) und fallen zum Tal Dolina Pańszczyca ab.

## Lage und Umgebung
Unterhalb des Massivs liegen die Täler Dolina Buczynowa, Dolina Czarna Gąsienicowa und Dolina Pańszczyca. Das Massiv grenzt über den Bergpass Zadnia Sieczkowa Przełączka an das Massiv der Czarne Ściany im Süden, an das Massiv der Buczynowe Turnie im Osten über den Bergpass Granacka Przełęcz sowie an das Massiv Grań Żółtej Turni im Westen über den Bergpass Pańszczycka Przełączka Wyżnia.
Der Kamm des Massivs verläuft wie folgt:
- Gipfel Zadni Granat, 2218 m
- Bergpass Pośrednia Sieczkowa Przełączka, 2215 m
- Gipfel Pośredni Granat, 2234 m
- Bergpass Skrajna Sieczkowa Przełączka, 2195 m
- Gipfel Skrajny Granat, 2225 m

## Etymologie
Der Name Granaty lässt sich als Granaten übersetzen. Im Schrifttum findet man auch die Bezeichnung Granatenspitzen. Die Bezeichnung ist jedoch irreführend, da der Name nicht von Granaten herrührt, sondern von dem polnischen Wort granatowy, das grau bedeutet und sich aus der Farbe des Granitgesteins ableitet. Die nahe gelegenen Czarne Ściany lassen sich als Schwarze Wände übersetzen. Die Bezeichnungen lassen sich daher auf die Farbtöne des Gesteins zurückführen.

## Flora und Fauna
Die Waldgrenze liegt bei 1600 Metern Höhe. Die Granaty sind Rückzugsgebiet für Gämsen, Murmeltiere und Raubvögel, insbesondere Steinadler.

## Tourismus
Über den Bergkamm der Granaty verläuft der rot markierte Höhenweg Orla Perć. Auf den Zadni Granat und den Skrajny Granat führen zudem gelb und grün markierte Wanderwege aus dem Tal Dolina Czarna Gąsienicowa. Vom Bergpass Skrajna Sieczkowa Przełączka führt ein zunächst scheinbar einfacher Abstieg ins Tal Dolina Czarna Gąsienicowa, der an einer ca. 100 m hohen Felswand endet. An der Wand ist es bereits seit Anfang der Erschließung des Orla Perć zu zahlreichen tödlichen Unfällen gekommen. 

## Belege
- Zofia Radwańska-Paryska, Witold Henryk Paryski: Wielka encyklopedia tatrzańska. Wyd. Górskie, Poronin 2004, ISBN 83-7104-009-1.
- Tatry Wysokie słowackie i polskie. Mapa turystyczna 1:25.000, Polkart, Warszawa 2005/06, ISBN 83-87873-26-8.

## Panorama

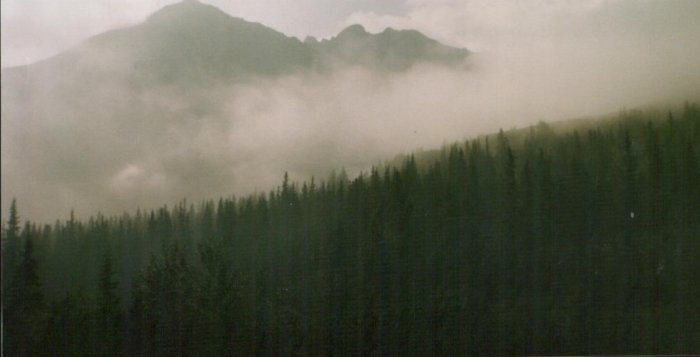
Blick auf die Granaty von der Alm Hala Gąsienicowa